# Curettage
Curettage is een medische behandeling, waarbij een aangedaan (ziek) oppervlak schoon wordt geschraapt. Het gereedschap wordt curette genoemd. In de gynaecologie wordt de baarmoeder door middel van curettage gereinigd. In de dermatologie kunnen boven de huid verheven laesies worden verwijderd.

## Gynaecologie
- Curettage wordt gedaan om baarmoederslijmvliesweefsel dat er verdacht uitziet bij het echoscopisch of hysteroscopisch onderzoek, te verkrijgen om microscopisch onderzoek op te doen. Hierbij wordt een curette gebruikt, en gebeurt vaak onder narcose op OK.
- Microcurettage is ook wegnemen van baarmoederslijmvliesweefsel dat te dik is bij echoscopisch onderzoek. Omdat het microcurette (een dun buisje waarop een beetje vacuüm gezet kan worden) ongeveer 2mm dik is, is hierbij geen narcose nodig waardoor het mogelijk is om het in de polikliniek uit te voeren.
- Zuigcurettage is het wegnemen van weefsel uit de baarmoeder door middel van een - meestal hardplastic - zuigbuisje verbonden aan een zuigslang. Een curettage kan worden verricht voor de uitvoering van een abortus provocatus, of bij een spontane abortus die niet goed verloopt doordat er zwangerschapsweefsel achterblijft of niet op gang komt (miskraam).

Afhankelijk van de grootte van de ingreep kan een lokale verdoving, onder sedatie of  algehele anesthesie noodzakelijk zijn.

## Dermatologie
In de dermatologie worden vaak disposable ringcurettes gebruikt: een ringvormig mesje op een handvat. Scherpe lepels worden tegenwoordig minder vaak gebruikt. Toepassingen:
- Goedaardige aandoeningen die boven de huid uitsteken (papels) kunnen hiermee vlakgemaakt worden. Bijvoorbeeld wrat, moedervlek of granuloma teleangiectaticum.
- Dood weefsel, beslag en vuil uit een wond verwijderen.
- Oppervlakkige basaalcelcarcinomen werden vroeger wel gecuretteerd, en daarna met elektrofulguratie gecoaguleerd (verbrand).
- Bij hyperhidrose kunnen zweetklieren in de oksel door curettage verwijderd worden.